# Смеричанский, Корней Антонович
Корней Антонович Смеричанский (5 февраля 1910, Троянка, Подольская губерния — 15 апреля 1984, Ольховка, Павлодарская область) — директор Турксибовской машинно-тракторной станции Лозовского района Павлодарской области, Казахская ССР. Герой Социалистического Труда (1949).

## Биография
Родился в 1910 году в крестьянской семье в селе Троянка Балтского уезда. В 1914 году его родители переехали в село Ольховатка Семипалатинской области. После окончания местной начальной школы трудился в личном сельском хозяйстве. С 1930 года — рядовой колхозник в колхозе «Новый путь» Цюрупинского района Павлодарского округа. В 1932 году избран председателем колхоза имени Тимирязева. С 1938 года трудился заместителем директора, с 1939 года — директором Турксибовской МТС, которой руководил на протяжении последующих двух десятилетий. Член ВКП(б). За выполнение государственных заданий в годы Великой Отечественной войны награждён в 1945 году Орденом «Знак Почёта».
В послевоенное время труженики Турксибовской МТС под его руководством ежегодно показывали высокие трудовые результаты. Благодаря его деятельности в МТС значительно возрос парк тракторно-механизированных средств и производственная база. В 1954 году машинно-тракторная станция насчитывала 27 тракторных бригад, действовала контрольно-семенная лаборатория, четыре ветеринарных участков, 18 сенокосных отрядов и один мелиоративных отряд. Площадь обработанной целинной земли превысила 30 тысяч гектаров, посевная площадь увеличилась в 2,5 раза. В 1954—1956 годах Турксибовская МТС обеспечила высокий урожай зерновых, который собрали обслуживаемые ею сельскохозяйственные предприятия Лозовского района. Колхоз «Красная Армия» зоны обслуживания Турксибовской МТС в 1954 году сдал государству в среднем с каждого гектара по 16 центнеров яровой пшеницы, по 21 центнера овса, по 20 центнеров проса, в 1956 году — яровой пшеницы по 13,5 центнера и по 15 центнеров ячменя с каждого гектара.
Указом Президиума Верховного Совета СССР от 12 июля 1949 года удостоен звания Героя Социалистического Труда за «особо выдающиеся успехи, достигнутые в работе по освоению целинных и залежных земель, и получение высокого урожая» с вручением ордена Ленина и золотой медали «Серп и Молот» (№ 7287).
После реорганизации МТС трудился директором ремонтно-тракторной станции, с 1961 года — директором конторы «Казсельхозтехника» Успенского района.
После выхода на пенсию проживал в селе Ольховка Успенского района. Умер в апреле 1984 года.
Память
Его именем названа улица в селе Белоусовка Успенского района.
Награды
- Герой Социалистического Труда
- Орден Ленина
- Орден «Знак Почёта» (16.10.1945)